# Nhà thi đấu Ngũ Khỏa Tùng
Nhà thi đấu Ngũ Khỏa Tùng (giản thể: 五棵松体育馆; phồn thể: 五棵松體育館; bính âm: Wǔkēsōng Tǐyùguǎn), còn được gọi là Cadillac Arena (giản thể: 凯迪拉克中心; phồn thể: 凱迪拉克中心; bính âm: Kǎidílākè Zhōngxīn) vì lý do tài trợ, là một nhà thi đấu đa năng nằm ở Bắc Kinh, Trung Quốc. Nhà thi đấu được xây dựng để tổ chức các trận đấu môn bóng rổ của Thế vận hội Mùa hè 2008. Nhà thi đấu được khởi công xây dựng vào ngày 29 tháng 3 năm 2005 và công việc xây dựng được hoàn thành vào ngày 11 tháng 1 năm 2008.
Nhà thi đấu có sức chứa 19.000 người và có diện tích 63.000 m2. Vào tháng 11 năm 2016, nhà thi đấu được lắp đặt mặt sân khúc côn cầu trên băng linh hoạt, hiện đại do nhà sản xuất sân băng Phần Lan Vepe Oy thiết kế và sản xuất.
Vào năm 2022, nơi đây đã tổ chức một số trận đấu môn khúc côn cầu trên băng của Thế vận hội Mùa đông 2022.